# Comisión para la Consolidación de la Paz
La Comisión de Consolidación de la Paz es un órgano subsidiario del Consejo de Seguridad de las Naciones Unidas y de la Asamblea General que funciona como un asesor que apoya los esfuerzos por la paz en los países que salen de situaciones de conflicto y se añade como elemento fundamental a la capacidad de promoción 
Tiene como propósito principal: 
- Agrupar a todos los agentes interesados para reunir recursos, tales como los donantes e instituciones financieras internacionales, los gobiernos nacionales y los países que aportan contingentes;
- Canalizar los recursos asignados para la solución de un problema
- Proponer estrategias integradas en materia de consolidación de la paz y recuperación después de los conflictos y, cuando proceda, poner de manifiesto cualesquiera deficiencias que amenacen con socavar la paz.

Es un órgano subsidiario del Consejo de Seguridad de las Naciones Unidas que funciona como asesor intergubernamental que apoya los esfuerzos por la paz en los países que salen de situaciones de conflicto
En las resoluciones simultáneas por las que la Asamblea General y el Consejo de Seguridad establecieron la Comisión de Consolidación de la Paz también se dispone el establecimiento de un Fondo para la Consolidación de la Paz y una Oficina de Apoyo para la Consolidación de la Paz, que en conjunto constituyen la estructura de las Naciones Unidas para la consolidación de la paz.
- Datos: Q5779382